# Chac Mool

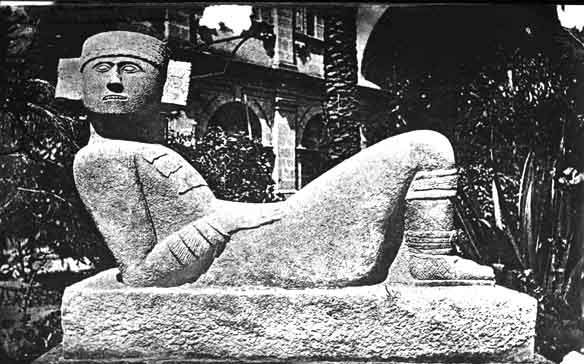
Statua Chac Mool ze stanowiska Chichen Itza

Chac-Mool – typ prekolumbijskiego kamiennego ołtarza.
Obiekty zwane „Chac-Mool” przedstawiają figurę ludzką w pozycji półleżącej z głową zwróconą w inną stronę niż reszta ciała i rękami umieszczonymi na brzuchu. Przypuszcza się, że fragment rzeźby przedstawiający brzuch był przeznaczony do składania ofiar w postaci ludzkich serc.
Ołtarze Chac-Mool spotyka się na ogół u wejścia do świątyń Tolteków, a także na innych stanowiskach kultur prekolumbijskich, na przykład Majów z późniejszego okresu, gdy widoczne były u nich wpływy tolteckie, jak w przypadku Chichen Itza.
Nieznana jest oryginalna nazwa tych obiektów. Obecna została nadana przez Augustusa Le Plongeona, ekscentrycznego antykwariusza z XIX w., który odkrył kilka stanowisk archeologicznych kultury Majów na półwyspie Jukatan, oraz napisał kilka książek, poddanych później miażdżącej krytyce naukowej jako bazujące na własnych, błędnych wyobrażeniach autora. Według Le Plongeona, statua z Chichen Itza miała rzekomo przedstawiać starożytnego króla Majów o imieniu „Chac-Mool”, co miało oznaczać „Czerwony Jaguar”. Choć tezy te zostały przez historyków odrzucone, nazwa Chac-Mool przyjęła się na określanie obiektów tego typu.
Chac-Moola nie powinno się mylić z Chac, jednym z głównych bóstw z mitologii Majów, będącego pierwotnie bóstwem deszczu i gromu, z którym obiekty te nie są związane.
Carlos Fuentes jest autorem powieści „Chac Mool” o człowieku imieniem Filiberto, który namiętnie kolekcjonował artefakty. Przyjaciele poradzili mu, gdzie może znaleźć statuę Chac Moola. Gdy próbował oderwać postać od postumentu, statua ożyła, powodując swą mocą nadejście ulewnych deszczów. Chac Mool w tej powieści dążył do powrotu do ziemskiego życia przez zawładnięcie ciałem Filiberta. Filiberto uciekł, z fabuły nie wynika jednak jasno, czy został, czy też nie, zawładnięty przez bóstwo.